# Adelheid Goosch
Adelheid Goosch (* 29. Mai 1929 in Brașov, Königreich Rumänien) ist eine deutsche Malerin, Grafikerin, Bildhauerin und Kunstpädagogin.

## Leben
Adelheid Goosch, Tochter des siebenbürgischen Architekten Arnold Bruss, gehörte in Kronstadt – zusammen mit den Malern Lajos Boros (1928–2011), Reinhardt Schuster und der Dichterin Verona Bratesch (1922–1991) u. a. – zum engeren Schülerkreis des Wegbereiters moderner Kunst, Hans Mattis-Teutsch, der nach dem Zweiten Weltkrieg in Kronstadt eine Freie Akademie junger Künstler gegründet hatte. Nach dem Besuch des ungarischen Gymnasiums in Kronstadt studierte sie an der Kunstakademie Nicolae Grigorescu in Bukarest. Zu ihren Lehrern und engeren Freunden gehörte der rumänische, später in den USA lebende Professor und Kunsthistoriker Jonel Jianou (1905–1993). Nach Abschluss des Studiums unterrichtete sie selbst viele Jahre am Gymnasium für Musik und bildende Kunst ihrer Heimatstadt, wo unter anderen eine Reihe junger Künstler, wie Renate Mildner-Müller (* 1940), Carin Eva Blücher und Marianne Ganea zu ihren Schülern zählten. Im Jahr 1990 siedelte sie – zusammen mit ihrem Mann, dem Kunstfotografen Hans Otto Goosch – nach Deutschland aus. Bis April 2015 lebte Adelheid Goosch als freischaffende Malerin in Gummersbach. Seit Mai 2015 lebt sie bei ihrer Familie in der niedersächsischen Samtgemeinde Hanstedt.

## Werk
Die weitere Entwicklung der Künstlerin in Deutschland ist gekennzeichnet von einer ständigen Suche nach der Wahrheit, die, ihrer Meinung nach, „nie sterben“ wird. Dieses Bekenntnis zur Gegenwart, das immer auch die „Vorausahnungen“ der Zukunft einschließt, versucht sie, in neuen, künstlerischen Ausdrucksformen zu gestalten.
Ihr Werk lässt sich schwer in eine zeitgenössische Strömung einordnen, da es oft auch – wie z. B. in ihrem bekannten Zyklus „Credo in fünf Gemälden“ – christlich-bekennende Akzente vorweist.